# Viola greatrexii
Viola greatrexii är en violväxtart som beskrevs av Takenoshin Nakai och Maekawa. Viola greatrexii ingår i släktet violer, och familjen violväxter. Inga underarter finns listade i Catalogue of Life.